# ReGenesis
ReGenesis ist eine kanadische Fernsehserie, die im deutschen Sprachraum auf arte ausgestrahlt wurde. Sie wurde von The Movie Network und Movie Central in Zusammenarbeit mit Shaftesbury Films produziert. Sie handelt von den Wissenschaftlern des NorBAC (North American Biotechnology Advisory Commission), einer fiktiven Organisation, die sich mit Bio-Problemen in Kanada, den USA und in Mexiko beschäftigt. Ihr Hauptsitz mit einem Labor befindet sich in Toronto.
Die Serie handelt hauptsächlich vom wissenschaftlichen Leiter des NorBAC, David Sandström (gespielt von Peter Outerbridge) und seiner Arbeit mit den anderen Wissenschaftlern.
ReGenesis war international eine der ersten Serien, die interaktive Medien in die Serie integrierte. So gibt es ein in dem Universum der Serie angelegtes Alternate Reality Game; die Verbindung aus Spiel und Fernsehsendung wird ReGenesis Extended Reality bezeichnet. ReGenesis hat bereits den Canadian New Media Award für das beste Cross-Platform-Projekt 2004 und einen FITC-Design & Technology Award for Excellence in Convergence gewonnen.
ReGenesis Extended Reality zieht den Spieler in eine Welt von Verschwörungen und Mysterien, die sich auf die Serie bezieht, aber auch darüber hinausgeht. Als Medien werden dazu das Internet, E-Mail und andere Mittel genutzt, um den Spieler einzubeziehen. Dadurch, dass die Linie zwischen Realität und Fiktion verwischt wird, hat ReGenesis Extended Reality eine aktive Fangemeinde entwickelt, die auf der Internetseite Diskussionen anregen und gemeinsame Ermittlungen anstellen.
Die kanadische Erstausstrahlung der Serie begann mit der ersten Staffel im Oktober 2004, die im Januar 2005 endete. Staffeln 2, 3 und 4 folgten jeweils 2006, 2007 und 2008. Die Serie wurde nach Staffel 4 eingestellt. In Deutschland liefen bisher nur die beiden ersten Staffeln im TV (auf Arte). Staffeln 3 und 4 wurden nie synchronisiert. In Deutschland (und einigen anderen europäischen Ländern) waren lange Zeit nur die ersten beiden Staffeln auf DVD erhältlich, mittlerweile jedoch, sind auch die Staffeln 3 und 4 unsynchronisiert, jedoch mit deutschen Untertiteln erhältlich.

## Charaktere

### Hauptcharaktere
- David Sandström (Peter Outerbridge)
  - leitender Wissenschaftler und Molekularbiologe des NorBAC
  - Kanadier

- Caroline Morrison (Maxim Roy)
  - arbeitete bei der CIA
  - leitende Direktorin des NorBAC

- Carlos Serrano (Conrad Pla)
  - Genetiker und Arzt
  - Homosexuell
  - Mexikaner

- Mayko Tran (Mayko Nguyen)
  - Wissenschaftlerin auf dem Gebiet der Bioinformatik
  - verlor ihr Bein
  - leidet nach einer Explosion unter Angstzuständen
  - Vietnamesin
  - lebt in Kanada

- Bob Melnikov (Dmitry Chepovetsky)
  - Biochemiker
  - Autist (Asperger-Syndrom)
  - Kanadier

- Jill Langston (Sarah Strange)
  - ehem. leitende Virologin
  - Amerikanerin

- Weston Field (Greg Bryk)
  - Assistent der Direktorin
  - HIV positiv
  - Amerikaner

- Rachel Woods (Wendy Crewson)
  - leitende Virologin
  - Amerikanerin

### Nebencharaktere
- Owen (Michael Seater)
  - Ein 17-jähriger Obdachloser, der in der U-Bahn lebt. Nachdem er David Sandström die Tasche stiehlt, zeigt er ihm, dass sich eine Krankheit in den Schächten ausbreitet.
  - Owen lebt eine Zeitlang bei David Sandström, wird aber wegen Drogenbesitzes und krimineller Handlungen verhaftet. Dennoch verteidigt ihn David vor Gericht.

- Hira Khan (Mishu Vellani)
  - Ehemalige Chefvirologin des NorBAC.
  - Wurde verdächtigt, eine Spionin für eine pakistanische Terrororganisation zu sein
  - stirbt durch ein Attentat

- Lilith Sandström (Elliot Page)
  - David Sandströms Tochter
  - lebt bei ihrer Mutter

- Mick Sloane (Mark Rendall)
  - Ein junger Mann, der von sich selbst dachte, ein Klon zu sein. Mick bat David Sandström um Hilfe.
  - freundet sich mit Lillith an
  - gestorben

- Daisy Markovic (Kristin Booth)
  - Mutter von Miranda, des ersten Wirtes des Miranda-Virus („Patient Null“)

- Audrey Graves (Hélène Joy)
  - Vertreterin der Amerikanischen Vereinigung der Pharmahersteller

## Episoden
| Folge     | Deutscher Titel          | Englischer Titel          |
| --------- | ------------------------ | ------------------------- |
| Staffel 1 |                          |                           |
| 1.01      | Killer-Virus             | Baby Bomb                 |
| 1.02      | Tödliche Schwangerschaft | Spare Parts               |
| 1.03      | Im Angesicht Gottes      | The Face of God           |
| 1.04      | Hiras Vermächtnis        | Prions                    |
| 1.05      | Von der Liebe infiziert  | The Oldest Virus          |
| 1.06      | Die Spur der Gene        | The Trials                |
| 1.07      | Letzte Hoffnung          | Faint Hope                |
| 1.08      | Nacht in Toronto         | Blackout                  |
| 1.09      | Geheime Dienste          | The Secret War            |
| 1.10      | An der Quelle            | The Source                |
| 1.11      | Versprechungen           | The Promise               |
| 1.12      | Auferweckt               | Resurrection              |
| 1.13      | Die längste Nacht        | The Longest Night         |
| Staffel 2 |                          |                           |
| 2.01      | China                    | China                     |
| 2.02      | HIV positiv              | Escape Mutant             |
| 2.03      | Cocktail für’s Leben     | The Cocktail              |
| 2.04      | Im Bauch von New York    | Dim & Dimmer              |
| 2.05      | Bleierne Zeiten          | Massive Changes           |
| 2.06      | Unsere Männer in Havanna | Our Men in Havana         |
| 2.07      | Sprich mit ihm           | Talk                      |
| 2.08      | Tödlicher Dunst          | Haze                      |
| 2.09      | Ein Gen für alle Fälle   | Gene in a Bottle          |
| 2.10      | Jung und Wild            | The Wild and Innocent     |
| 2.11      | Mutationen               | Fishy                     |
| 2.12      | Im Koma                  | Lethargica                |
| 2.13      | Ende?                    | The End                   |
| Staffel 3 |                          |                           |
| 3.01      | (??)                     | A Spontaneous Moment      |
| 3.02      | (??)                     | Dust in the Wind          |
| 3.03      | (??)                     | Strangers in the Night    |
| 3.04      | (??)                     | I Dream of Genomes        |
| 3.05      | (??)                     | The God of Commerce       |
| 3.06      | (??)                     | Phantoms                  |
| 3.07      | (??)                     | One Hand Washes The Other |
| 3.08      | (??)                     | Sleepers                  |
| 3.09      | (??)                     | Let it Burn               |
| 3.10      | (??)                     | Unbearable                |
| 3.11      | (??)                     | Adrift                    |
| 3.12      | (??)                     | Jacobson's Organ          |
| 3.13      | (??)                     | Back to the Future        |
| Staffel 4 |                          |                           |
| 4.01      | (??)                     | TB or Not TB              |
| 4.02      | (??)                     | La Consecuencia           |
| 4.03      | (??)                     | Hep Burn and Melnikov     |
| 4.04      | (??)                     | The Kiss                  |
| 4.05      | (??)                     | Suspicious Minds          |
| 4.06      | (??)                     | Race Fever                |
| 4.07      | (??)                     | Hearts & Minds            |
| 4.08      | (??)                     | Brood 14                  |
| 4.09      | (??)                     | Unbottled                 |
| 4.10      | (??)                     | What it Feels Like        |
| 4.11      | (??)                     | Bloodless                 |
| 4.12      | (??)                     | The Sounds of Science     |
| 4.13      | (??)                     | The Truth                 |

## Musik
Die Anfangsmusik zu ReGenesis ist „Anywhere But Here“ von der Montrealer Band Behavior. Behavior ist ein Alias für den Produzenten und Komponisten Michael McCann, der auch schon für das Xbox-360-Videospiel Splinter Cell: Double Agent die Titelmusik schrieb. Der Soundtrack der Serie wurde von Tom Third komponiert.
Die Produzenten der Serie stellen einen Podcast bereit (ReGenesis:ReMixed genannt) mit der Musik von ReGenesis. Betreut wird der Podcast von Andrea Higgins, der musikalischen Beraterin von ReGenesis. ReGenesis:ReMixed hat einen Schwerpunkt bei den Künstlern, den Liedern und der Hintergrundmusik der Serie und zeigt exklusive Interviews mit Personen, die an der Produktion von ReGenesis beteiligt sind.